# Piper (adelsätt)
Piper är en svensk adelsätt, varav en grevlig gren fortlever. Ättens äldsta kände stamfader är Berendt Piper (död mellan 1633 och 1635), som var handlande och borgmästare i Viborg men som traditionellt anses ha varit född i Lübeck. Hans hustru hette Maria Henriksdotter Strålman, och med henne fick han tre söner, Henrik, Carl och Peter Piper.

## Peter Pipers gren – adliga ätten nr 1058
Peter Piper var tullförvaltare och mantalskommissarie i Viborgs län, och fick med sin hustru Anna Mårtensdotter Wäfverfelt sonen Peter Piper (1642–1690) som inträdde i militären. 
Denne var major vid Bernhard Otto von Liewens Åbo läns kavalleri, när han 1684 adlades med bibehållet namn. Han introducerades två år senare på nummer 1058. 
Peter Piper d.y. var gift med friherrinnan Anna Margareta Rehbinder, men fick inga barn och slöt därmed ätten själv.

## Henrik Pipers gren – adliga ätten nr 1899
Henrik Piper började som translator i ryska, blev sedan överborgmästare i Nyenskans och sist kommissarie i Ryssland. Han var gift med Catharina Andeflycht, och fick två söner, Berndt och Henrik Piper d.y.
Henrik Piper d.y. (död 1704) var ståthållare över Ingermanland när han år 1678 adlades av Karl XI, och blev sedermera vice guvernör över Ingermanland. 
Hans andra hustru var Hedvig Cronström från vilket äktenskap hans ätt fortlevde med deras son Gustaf Abraham Piper som introducerades å ättens vägnar år 1752 på nummer 1899. Gustaf Abraham Piper var gift tre gånger och fick nitton barn. Av dessa blev Sten Abraham Piper hovmarskalk och uppflyttad i dåvarande riddarklassen. 
Den grenen av ätten slöts på svärdssidan 1820. En bror till honom, Berndt Piper d.y. var arklimästare men fick bara en dotter.
År 1776 adopterades två sonsöner till Henrik Piper d.y.s bror Berndt, Peter Bernhard Piper (barnlös) och Gabriel Magnus Piper, på sina släktingars adliga namn och nummer. 
En son till den senare, Fredrik Magnus Piper, slöt hela adliga ätten Piper nr 1899 vid sin död 1824.

## Carl Pipers gren – grevliga ätten nr 46
Carl Piper var häradshövding i Västmanland och gift med rådmansdotter Ingrid Charlotta Ekenbom från Stockholm. Med henne fick han en son, Carl Piper. Som änka gifte hustrun om sig med Hans Olofsson Törne.
Sonen Carl Piper var sekreterare när han 1679 adlades, och hade blivit statsråd när han upphöjdes till först friherre och sedan greve samma år, 1698. Carl Pipers hustru Christina tillhörde den grevliga ätten Törnflycht och var sondotter till makens styvfar. Christina Piper skaffade ätten en förmögenhet i industrier och gods. Släkten Pipers barockslott i Andrarum i Skåne heter Christinehof efter henne som uppförde det; likaså har Ängsö slott ägts av släkten Piper sedan 1710. Hon instiftade också flera fideikommiss till sina döttrars arvingar. Carl Pipers fullständiga titulatur var "Greve till Stureforssa och Viggebyholm, Friherre till Krageholm, Högestad och Baldringe och Herre till Ängsö".
Grevliga ätten Piper introducerades år 1719 med makarnas ende son, Carl Fredrik Piper, på nummer 46. Hans systrar blev stammödrar till flera ätter och har flertaliga ättlingar. Hedvig Maria Piper var gift med Sten Arvidsson Natt och Dag och blev stammoder till den friherrliga ätten Sture. Sturefors övergick till systern Charlotta Christinas son Nils Adam Bielke och ägs ännu av deras ättlingar. Carl Fredrik Piper var gift med grevinnan Ulrica Christina Mörner af Morlanda. En av deras döttrar, Stina Piper var först gift med Erik Brahe och sedan med Ulrik Scheffer. Med två av hennes bröder kom den grevliga ätten Piper att delas i två grenar. Den äldre grenen utgår från Carl Gustaf Piper som fick Christinehof och Krageholm, och den yngre utgår från Adolf Ludvig Piper som fick Ängsö slott.

### Huvudmannagrenen
Ovannämnde Carl Gustaf Piper var överkammarherre hos Sofia Magdalena. Hans gren ärvde Christinehof, Andrarum, Torup, Högestad, Baldringe och Krageholm fideikommisser. Carl Gustaf Piper var gift med överhovmästarinnan grevinnan Hedvig Charlotta Ekeblad som var dotter till Claes Ekeblad d.y. och Eva De la Gardie. Deras äldste son Carl Claës Piper var en av rikets herrar. Hans och en yngre brors ättegrenar skulle slockna på svärdssidan, och huvudmannaskapet med tillhörande fideikommisser övergå till ättlingar till en tredje bror, överkammarherren Erik Piper. Dennes hustru Elisabeth Charlotta var dotter till Eric Ruuth, och deras ätt fortlevde med sonen Erik Carl Alfred Piper på Sövdeborg. Från de senare härstammar den tidigare huvudmannen för grevliga ätten Piper, Carl Piper (1946–2023).

### Yngre grenar av grevliga ätten
Adolf Ludvig Piper, gift med Sophie von Fersen, ärvde fideikommisset Ängsö slott. Han var drottningens handsekreterare och kammarherre. Ätten kom att fortleva på svärdssidan med en son, kammarherren Axel Adolf Piper och dennes hustru friherrinnan Magdalena Maria Augusta Armfelt, en dotter till Gustaf Mauritz Armfelt och grevinnan Hedvig De la Gardie.

## Medlemmar av släkten
För en alfabetisk förteckning se Piper (efternamn)
- Carl Piper (1647–1716), statsman, kungligt råd och överstemarskalk
- Christina Piper (1673–1752, ingift), företagsledare, entreprenör och godsägare
- Gustaf Abraham Piper (1692–1761), militär och landshövding
- Carl Fredrik Piper (1700–1770), president i kammarkollegium
- Peter Bernhard Piper (1723–1799), militär
- Stina Piper (1734–1800), godsägare
- Fredrik Magnus Piper (1746–1824), arkitekt
- Adolf Ludvig Piper (1750–1795), kammarherre
- Sophie Piper (1757–1816, ingift), hovdam
- Carl Fredrik Piper (1785–1859), överhovjägmästare
- Fritz Piper (1807–1897), hovstallmästare och riksdagspolitiker
- Charles Piper (1818–1902), kammarherre, attaché och riksdagspolitiker
- Carl Edward Wilhelm Piper (1820–1891), svensk diplomat
- Alfred Piper (1834–1910), överhovstallmästare och riksdagsledamot
- Carl Piper (1946–2023), ägare till Christinehof och Högestads gods